# Viaplay Group
Viaplay Group AB est une société de médias nordique créée en 2018 et basée à Stockholm en Suède, détenue à 29,33 % par Canal+.
L'entreprise produit des services de streaming gratuit et payant Viafree et Viaplay, des chaînes de télévision et stations de radio commerciales, un opérateur de télévision payante Viasat, ainsi que plus de trente sociétés de productions. 

## Histoire
En mars 2018, l'entreprise suédoise de divertissement Modern Times Group (MTG) entame un processus de scission en deux sociétés de ses secteurs d'activités « Nordic Entertainment » et « MTG Studios » ainsi que Splay Networks. Cette opération est lancée à la suite de la proposition de rachat des actifs un mois plus tôt par l'opérateur de télécommunications danois TDC, abandonnée après que ce dernier soit finalement acquis par l'institution financière australienne Macquarie Group. 
Anders Jensen, ancien vice-président exécutif de MTG et président-directeur général de la branche Nordic Entertainment, est nommé président-directeur général de la nouvelle société NENT Group.
Le groupe NENT est créé officiellement le 1er juillet 2018 et à partir du 28 mars 2019, ses actions commence à être négociées sur la bourse de Stockholm (Nasdaq Stockholm).
Le groupe NENT prend une participation dans le nouveau studio Picturestart, lancé par Erik Feig en mai 2019.

## Activités

### Télévision
| Logo | Chaîne                                        | Date de création | Actionnaires     |
| ---- | --------------------------------------------- | ---------------- | ---------------- |
|      | TV3 Sverige (HD) Chaîne généraliste nationale | 31 décembre 1987 | 100 % NENT Group |
|      | TV6 (HD) Chaîne thématique nationale          | 6 mai 2006       | 100 % NENT Group |
|      | TV8 (HD) Chaîne thématique nationale          | 15 octobre 1997  | 100 % NENT Group |
|      | TV10 (HD) Chaîne thématique nationale         | 7 septembre 2010 | 100 % NENT Group |

| Logo | Chaîne                                      | Date de création  | Actionnaires     |
| ---- | ------------------------------------------- | ----------------- | ---------------- |
|      | TV3 Norge (HD) Chaîne généraliste nationale | 31 décembre 1987  | 100 % NENT Group |
|      | Viasat 4 (HD) Chaîne thématique nationale   | 28 septembre 2007 | 100 % NENT Group |
|      | TV6 (HD) Chaîne thématique nationale        | 21 novembre 2013  | 100 % NENT Group |

| Logo | Chaîne                                        | Date de création | Actionnaires     |
| ---- | --------------------------------------------- | ---------------- | ---------------- |
|      | TV3 Danmark (HD) Chaîne généraliste nationale | 31 décembre 1987 | 100 % NENT Group |
|      | TV3+ (HD) Chaîne thématique nationale         | 29 avril 1996    | 100 % NENT Group |
|      | TV3 Puls (HD) Chaîne thématique nationale     | 23 mars 2009     | 100 % NENT Group |
|      | TV3 Max (HD) Chaîne thématique nationale      | 31 octobre 2017  | 100 % NENT Group |
|      | TV3 Sport (HD) Chaîne thématique nationale    | 7 janvier 2013   | 100 % NENT Group |

### Opérateur de télévision
Nordic Entertainment Group exploite l'opérateur de télévision par satellite Viasat en Scandinavie, offrant à la fois des chaînes propre au groupe et des chaînes extérieures.
Les chaînes sportives disponibles dans les différents pays scandinaves diffèrent quelque peu selon les différents droits détenus pour les différents marchés et les différents accords commerciaux.
Nordic Entertainment Group exploite les services de streaming Viaplay disponible dans les pays nordiques, ainsi que Viafree visionnable au Danemark, en Finlande, en Norvège et en Suède.
Ci-dessous sont listées les chaînes diffusées en Scandinavie sur le bouquet:
- Viasat Film Premiere
- Viasat Film Action
- Viasat Film Family
- Viasat Film Comedy
- Viasat Film Hits
- Viasat Series (SD/HD)
- eSportsTV (HD)
- Viasat Golf (SD/HD)
- Viasat Hockey (SD/HD) (excepté au Danemark)
- Viasat Ultra HD (UHD)

Les chaînes suivantes sont diffusées uniquement en Suède:
- Viasat Sport Sverige (anciennement Viasat Sport 1)
- Viasat Fotboll (anciennement Viasat Sport 2)
- Viasat Motor (anciennement Viasat Sport 3)
- Viasat Sport Premium HD

La chaîne suivante est diffusée uniquement en Norvège:
- Viasport

Les chaînes suivantes sont diffusées uniquement en Finlande:
- Viasat Urheilu
- Viasat Jalkapallo
- Viasat Jääkiekko

### Radio
- Suède
  - Rix FM, national network in Sweden
  - Star FM, national network in Sweden
  - Bandit Rock, station in Stockholm and Uppsala
  - Power Hit Radio, station in Stockholm

- Norvège
  - P4 Radio Hele Norge, radio généraliste nationale norvégienne
  - P5 Hits
  - P6 Rock
  - P7 Klem
  - P8 Pop
  - P9 Retro
  - P10 Country
  - P11 Bandit
  - NRJ Norway

- Streaming
  - I Like Radio, streaming service